# Bobby Farrell
Roberto "Bobby" Alfonso Farrell (Aruba, 6 de outubro de 1949 – São Petersburgo, 30 de dezembro de 2010) foi um dançarino e músico neerlandês de origem arubana, mais conhecido por ser o único integrante masculino do grupo musical Boney M.

## Juventude
Farrell nasceu e viveu na ilha de Aruba nas Antilhas Menores, onde ele viveu até aos 16 anos. Terminada a escola, ele trabalhou como um marinheiro por 1 ano e 9 meses, viajando pelos oceanos até que se estabeleceu na Noruega. Da Noruega ele viajou para a Holanda, onde começou a trabalhar como DJ até encontrar melhores oportunidades na Alemanha. 

## Anos no grupo Boney M.
Na Alemanha, ele trabalhou principalmente como DJ e até que o produtor Frank Farian o selecionou para o seu recém-criado grupo Boney M.. Bobby tornar-se-ia o único cantor masculino do grupo, apesar de Farian revelar, mais tarde, que Bobby não contribuiu em quase nada nas suas músicas, sendo o próprio Farian responsável pelas partes masculinas do vocal. Liz Mitchell alegou que apenas ela, Marcia Barrett e Farian produziram o vocal das aclamadas músicas do grupo. Farrell, entretanto, cantou e atuou ao vivo em várias das apresentações, inclusive na formação completa do grupo. 
Ele também apareceu como um dançarino no ano de 2005 no videoclipe "Turn on the Music" de Roger Sanchez.

## Anos posteriores
Farrell viveu por muitos anos em Amsterdam, no bairro de Gaasperdam, na região de Zuidoost.
Bobby Farrell morreu pela manhã do dia 30 de dezembro de 2010, num hotel em São Petersburgo, devido a um ataque cardíaco.

## Discografia
Singles
- 1982: Polizei / A Fool In Love
- 1985: King Of Dancing / I See You

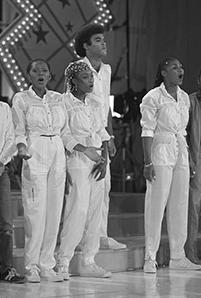
Farrell, o único homem na imagem, atuando no grupo Boney M. em 1981

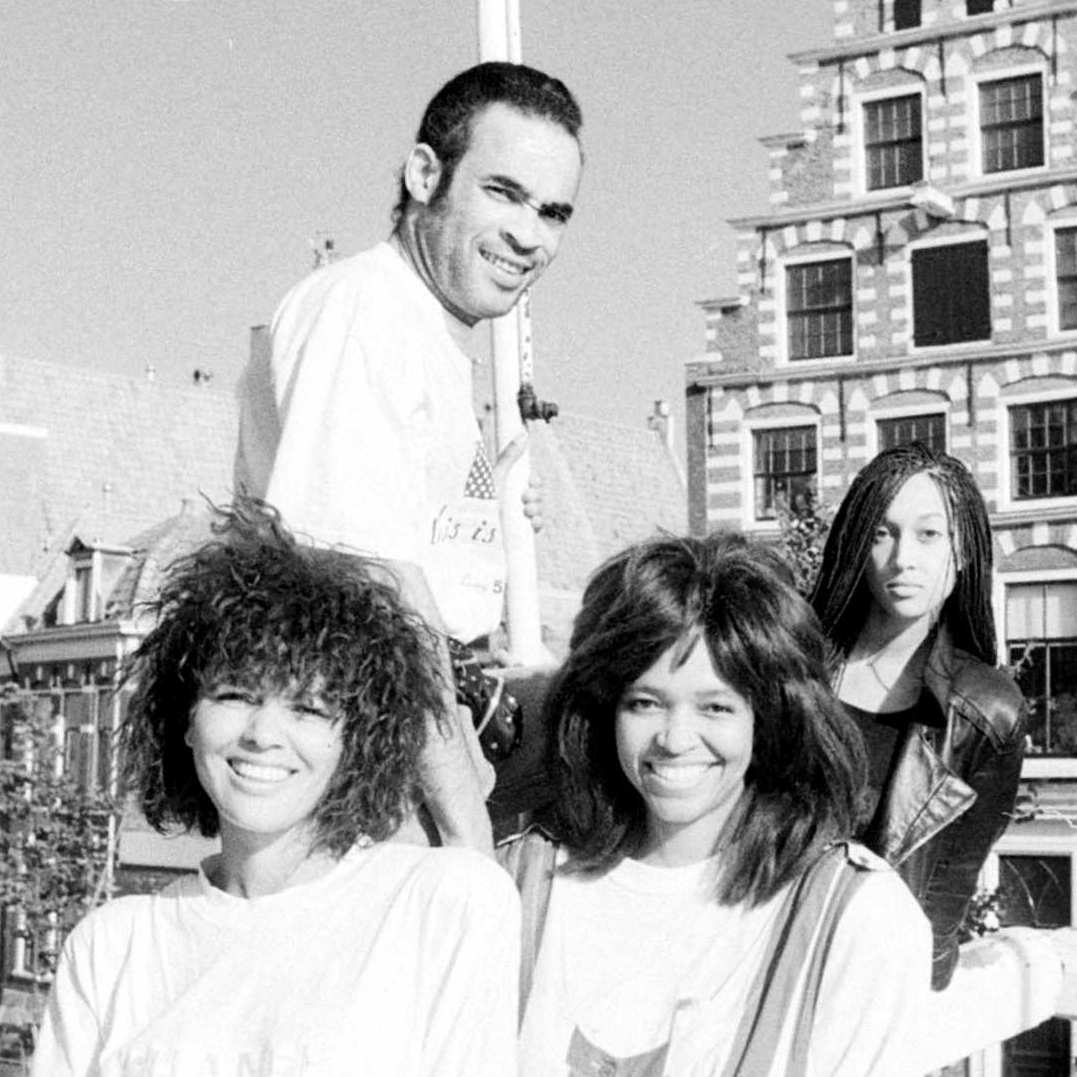
Bobby Farrell in 1991

- 1987: Hoppa Hoppa / Hoppa Hoppa (Instrumental)
- 1991: Tribute To Josephine Baker
- 2004: Aruban Style (Mixes) S-Cream Featuring Bobby Farrell
- 2006: The Bump EP

Bobby Farrell's Boney M. / Boney M. Featuring Bobby Farrell / Bobby Farrell Featuring Sandy Chambers
- 2000: The Best Of Boney M. (DVMore)
- 2001: Boney M. – I Successi (DVMore)
- 2001: The Best Of Boney M. (II) (compilação)
- 2001: The Best Of Boney M. (III) (compilação)
- 2005: Boney M. – Remix 2005 (featuring Sandy Chambers) (compilação) (Crisler)
- 2007: Boney M. – Disco Collection (compilação)

Nota: Todos os álbuns contém relançamentos das músicas do grupo Boney M., e não as versões originais